# Johann Bertram von Wylre
Johann Bertram von Wylre (getauft 4. Oktober 1623 in Aachen; † 15. April 1679 in Aachen) war Schöffe und Bürgermeister der Reichsstadt Aachen.

## Leben und Wirken
Johann Bertram von Wylre war der Sohn des Schöffen Andreas von Wylre († 1654) und der Elisabeth von Hegum aus Heinsberg. Johann Bertram trat 1648 in die Sternzunft ein, in der sich die Aachener Schöffen zusammengeschlossen hatten und in der auch sein Vater in seinen letzten Lebensjahren in Greve Mitglied gewesen war. Ein Jahr später, am 1. April 1649, wurde er selbst als Schöffe bezeichnet und gehörte ab 1652 zudem der Sakramentsbruderschaft von St. Foillan an. Darüber hinaus wurde er als weltlicher Schöffe an das Aachener Sendgericht bestellt und übernahm ab 1666 die Aufgabe eines Provisors an der ursprünglichen Ungarnkapelle am Aachener Dom. Im gleichen Jahr erfolgte zudem seine Vereidigung als städtischer Forstmeister.
Nachdem sich von Wylre als Städtischer Gesandter bei verschiedenen Anlässen verdient gemacht hatte, wurde er zwischen 1659 und 1679 zehnmal zum Schöffenbürgermeister der Stadt Aachen gewählt und zwar in den Jahren 1659/60 (mit Leonard Schleicher als „Bürgerbürgermeister“ aus den Reihen der Zünfte), 1660/61, 1662/63, 1664/65 (jeweils mit Balthasar Fiebus, den Älteren), 1666/67, 1668/69 (jeweils mit Gerhard Maw), 1669/70 (mit Nikolaus Fiebus), 1674/75, 1676/67 (jeweils mit Gerhard Schörer) und 1678/79 mit Nikolaus Schörer.
Johann Bertram von Wylre war ein wohlhabender Mann, dem mehrere, teils über Erbschaften erlangte, teils über Zukäufe erworbene renommierte Güter innerhalb und außerhalb Aachens gehörten. So war er unter anderem durch seine Mutter mit dem Lehnsgut Hegum bei Heinsberg belehnt worden und über seinen Vater Miterbe von Gut Beyenbruggen bei Meerlo in der Gemeinde Horst aan de Maas sowie Mitbesitzer des Kasteel Terworm, das sich seit 1568 in Familienbesitz befand. In Aachen selbst erwarb von Wylre im Jahr 1657 das Gut Diepenbenden und 1669 das Wylre’sches Haus in der Jakobstraße, auf dessen Säulenkamin das Doppelwappen der Familie Wylre und Merode-Houffalize eingraviert ist. Darüber hinaus war er Besitzer mehrerer Stadthäuser und besaß Anteile an Schloss Weims bei Kettenis und an dem Hof de Bongh in Bergen in der Provinz Limburg.
Von Wylre war verheiratet mit Anna Isabelle von Merode-Houffalize (* 1688), die ihm 15 Kinder gebar. Von den neun Töchtern vermählte sich keine, mehrere starben jung und vier gingen ins Kloster. Sein Sohn Hubert Friedrich Hyazinth von Wylre (1676–1714) folgte ihm in den Schöffenstuhl und dessen Sohn, Johann Jakob von Wylre, bekleidete mehr als zehnmal das Amt des Bürgermeisters Aachens. Sein Wappen mit der Jahreszahl 1668 findet sich heute noch auf dem Kamin in der ehemaligen Werkmeisterküche im Aachener Rathaus.
Johann Bertram von Wylre starb am 15. April 1679 und wurde in der Kirche St. Paul des Dominikanerklosters Aachen in der Jakobstraße begraben. Der dortige Grabstein mit den Doppelwappen der Familie Wylre und Merode-Houffalize wurde später bei Renovierungsarbeiten in der Kirche im 19. Jahrhundert zunächst entfernt und 1925 als Zufallsfund bei Arbeiten am Haus Clermont in Vaals wiedergefunden. Das Suermondt-Ludwig-Museum in Aachen erwarb diesen Stein, ließ ihn restaurieren und nahm ihn in sein Inventar auf. Es ist der einzige erhaltene Grabstein eines ehemaligen Schöffen und Bürgermeisters aus Aachen.
Sein Sohn Hubert Friedrich Hyazinth erhielt zusammen mit seiner Frau Anna Catharina Dumont das Lehnsgut Hegum, über dessen Haupteingang sich seitdem das Doppelwappen des Ehepaares Wylre und Dumont befindet. Ferner erbte Hyazinth das Gut Diepenbenden, das er 1710 an den Weinhändler und Bankier Michael Freiherr de Broe verkaufte, sowie Gut Beyenbruggen, das er 1714 an den Grafen von Schellart veräußerte und das Wylre’sche Haus, das seine Witwe nach ihrem Tod 1726 der Familie Clotz übertrug. Das Kasteel Terworm blieb noch bis 1738 in Familienbesitz, zuletzt in den Händen von Hyazinths Bruder und Kanonikus Friedrich Wilhelm von Wylre.